# مهرجان أليس السينمائي
مهرجان أليس السينمائي هو مهرجان سينمائييقام سنويًا في بلدة Alès الواقعة في منطقة لانغدوك روسيون في جنوب فرنسا . بعد أن بدأ كمعرض صغير يديره المتطوعون ، يعرض الحدث الآن مجموعة مختارة من حوالي 200 فيلم من العديد من الأنواع والبلدان ويجذب بانتظام حوالي 45000 زائر على مدار عشرة أيام بميزانية تقارب 600000 يورو.
تأسست في عام 1983 باسم مهرجان Cinéma d'Alès ، وحصلت على لقبها الإضافي من Itinérances في عام 1993 لتعكس اختيارها الانتقائي للأفلام والموضوعات الغامضة للتجول.

## تاريخ
تعود جذور المهرجان إلى ورشة أفلام صغيرة أقامها مالك كردوش وجاك هينو وإيف فينويل عام 1979 في أليس والتي كان هدفها إلهام السكان المحليين وتعريفهم بأساليب صناعة الأفلام . بمشاركة إضافية من مارك أوباريه ، أقيم مهرجان أليس السينمائي الافتتاحي في عام 1983 ، حيث عرض اثني عشر فيلمًا على مدار ستة أيام بدون موضوع محدد ، وجذب 1500 زائر.
ابتداءً من الحدث الثاني في عام 1984 ، والذي ركز على السينما المجرية [الإنجليزية] ، ركز المهرجان على أفلام من دول معينة كل عام. تم التخلي عن هذا التقليد في عام 1991 وتم البحث عن موضوع جديد ؛ بعد الإلهام من زيارة المخرج الفنلندي آكي كوريسماكي في عام 1993 ، استقر المهرجان على موضوع التجوال وأصبح يُعرف منذ ذلك الحين باسم Itinérances.

## البرنامج
يستضيف المهرجان كل عام ما يلي للجمهور:
- ما يقرب من ثلاثين عرضًا روائيًا طويلًا وفيلمًا لم يتم طرحه
- أفلام استرجاعية موضوعية تضم مجموعة مختارة من الأفلام الروائية والوثائقية وأفلام الرسوم المتحركة والحفلات السينمائية (أفلام صامتة مع موسيقى تصويرية حية) من جميع الأنواع والعصور
- Jeune Public : سلسلة من الأحداث التي تستهدف الأطفال والشباب بما في ذلك عدد من الأفلام ، ومسابقة مفتوحة للشباب لكتابة مراجعات نقدية وعدد صغير من الأفلام القصيرة التي ينتجها طلاب السينما.
- فحوصات خاصة للأشخاص الذين يعانون من إعاقات بصرية أو سمعية
- تكريم صانعي الأفلام ، مع عرض مجموعة مختارة من أعمالهم وظهورهم أمام الجمهور[3]